# Pinetum
Il Pinetum di Moncioni (denominazione ufficiale:  Area naturale protetta di interesse locale Arboreto Monumentale di Moncioni: Il Pinetum) è una area naturale protetta ubicata nel comune di Montevarchi nel giardino di una villa privata (Villa Gaeta). È una delle più importanti collezioni ottocentesche di conifere. 

## Storia

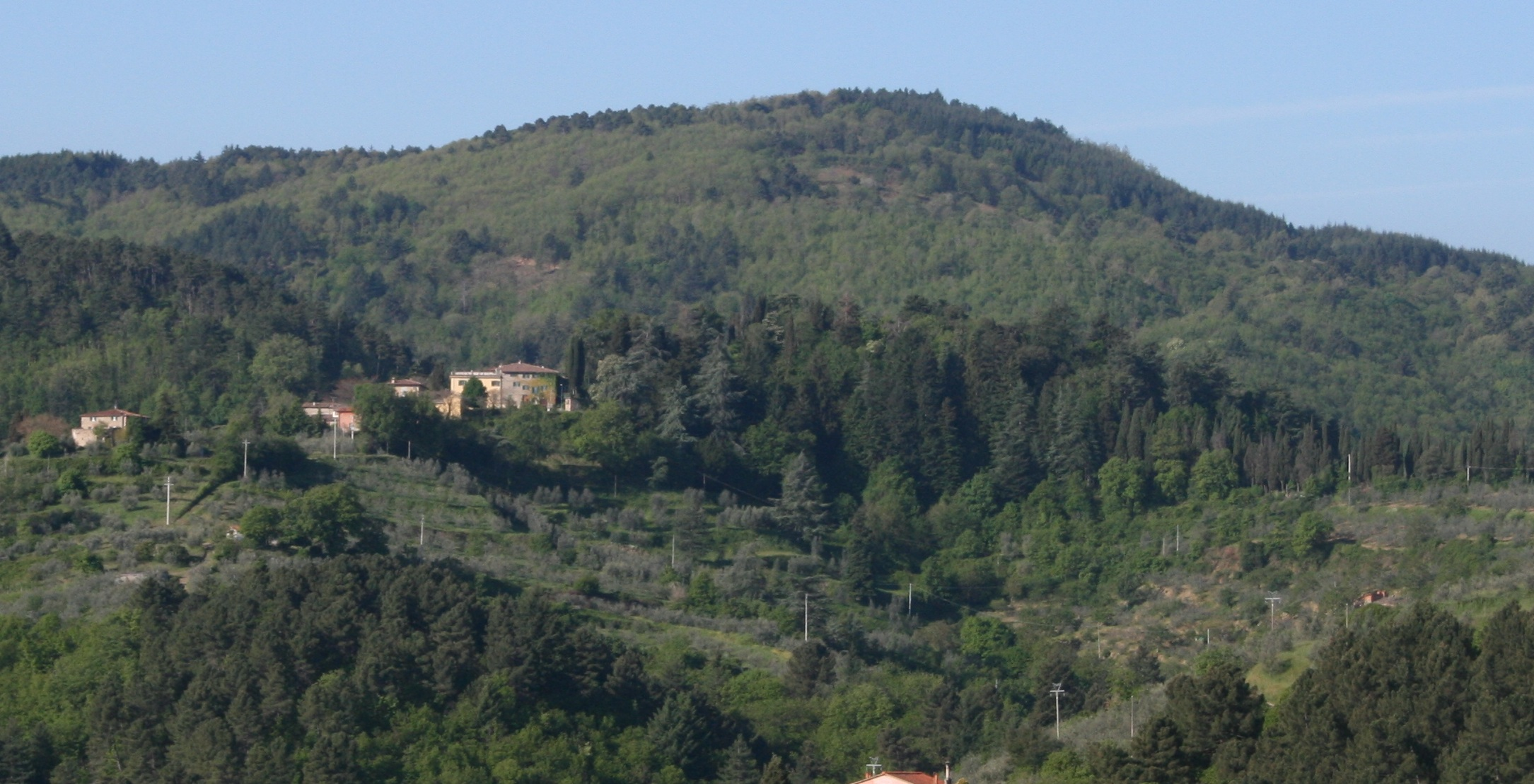
Poggiolo

Il parco nasce da un'intuizione ecologica dell'Avv. Giuseppe Gaeta, proprietario della villa, che nella sua monografia Conifere del 1893 spiega: «Appassionatissimo per le piante, ma privo di studi botanici e forestali (essendo di gran lunga diversi quelli preparatori od attinenti alla mia professione), privo anche di pratica, incominciai circa 40 anni or sono a far piantare alcune conifere di specie non comuni intorno alla mia villa del Poggiolo. Adatta mi parve quella località a simili piante essendo esposta nella maggior parte a settentrione e ad una altezza da 509 a 564 metri sul livello del mare, cioè al limite superiore della zona della vite e dell'olivo ed in piena regione del castagno. Anche la natura del terreno siliceo-micaceo, sciolto e leggero, sembravami dovesse favorire lo sviluppo della maggior parte delle piante resinose e ciò mi veniva confermato nel vedervi, più qui e più là, talune piante di Abeto, di Cipresso e di Pino in uno stato di vegetazione abbastanza florido e soddisfacente...»
Il Parco è citato nelle lezioni universitarie di selvicoltura ed è visitato da botanici a scopi didattici e scientifici.
Alla fine degli anni 60 il Pinetum versava in uno stato di totale degrado e abbandono: alcune specie indigene erano diventate invadenti e mettevano a rischio la sopravvivenza degli alberi più rari, la viabilità interna era praticamente sparita, delle 169 specie impiantate da Giuseppe Gaeta ne erano rimaste solo 35.
Da allora si sono susseguiti numerosi interventi di recupero che hanno restituito solo in parte l'antico splendore.

## Flora
Giuseppe Gaeta dal 1853 costituì un ripopolamento di conifere esotiche e indigene (sequoie, pecci, cedri, pini, tsughe, tassi), affiancandole alla vegetazione appenninica preesistente, creando un connubio unico al mondo; nel suo trattato monografico Conifere , oltre a elencare tutte le piante messe a dimora nel parco sperimentale, specifica anche lo stato vegetativo, le condizioni e la zona di origine.
Il Pinetum di Moncioni costituisce il primo impianto italiano di abete americano o douglasia (Pseudotsuga menziesii) risalente al 1853, specie che diverrà poi fondamentale per la silvicoltura italiana.